# ラ・オジャーダ駅

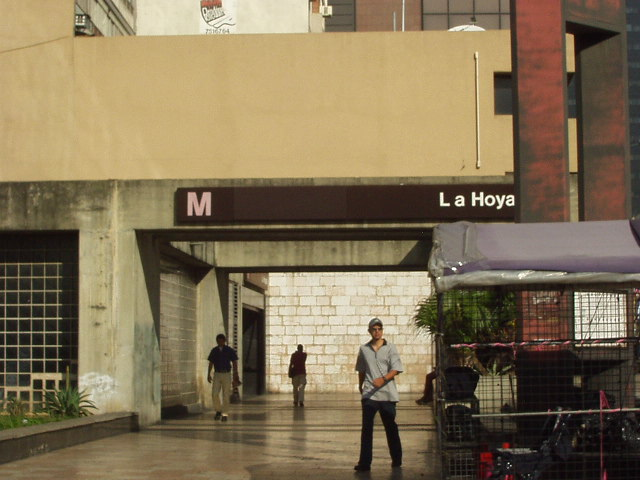
駅の出口（2004年7月）

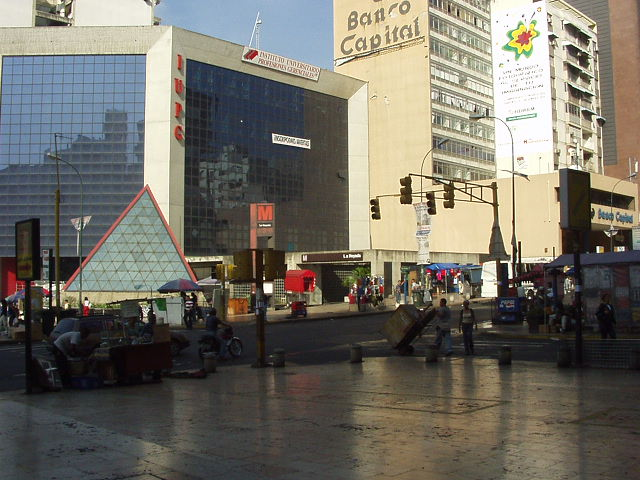
駅の出口（2004年7月）

ラ・オジャーダ駅（ラオジャダえき、Estación La Hoyada）はベネズエラのカラカスにあるカラカス地下鉄1号線の駅である。首都地区リベルタドル市カテドラル区に位置する。1983年1月2日開業。

## 駅の構造
ウニベルシダ通り（大学通りの意）の下に位置し、北と南で段差が大きく、北から入って地下2階にあたる階に改札と切符売り場があり、その高さで南に接するラ・オジャーダ広場に出口がある。相対式2面2線のホームは地下3階。

## 駅の周辺
ウニベルシダ通り沿いには銀行や政府機関のビルが立ち並ぶ。南のラ・オジャーダ広場付近は小さな商店が並ぶ商店街になっている。

## 隣の駅
- カピトリオ駅 - ラ・オジャーダ駅 - パルケ・カラボボ駅